# Haniel Langaro
Haniel Vinícius Inoue Langaro, más conocido como Haniel Langaro, (Umuarama, 7 de marzo de 1995) es un jugador de balonmano brasileño que juega de lateral izquierdo en el Dinamo Bucarest de la Liga Națională. Es internacional con la selección de balonmano de Brasil.
Con la selección ganó la medalla de oro en los Juegos Panamericanos de 2015 y en el Campeonato Panamericano de Balonmano Masculino de 2016.

## Clubes
- Club Balonmano Ciudad de Logroño (2016-2017)[2]
- Dunkerque HB (2017-2020)[3]
- FC Barcelona (2020-2024)[4]
- Dinamo Bucarest (2024- )[5]

## Palmarés

### Selección nacional
| Juegos Panamericanos                      | Juegos Panamericanos | Juegos Panamericanos | Juegos Panamericanos |
| Año                                       | Lugar                | Medalla              |                      |
| ----------------------------------------- | -------------------- | -------------------- | -------------------- |
| 2015                                      | Toronto              | Medalla de oro       |                      |
| 2019                                      | Lima                 | Medalla de bronce    |                      |
| 2023                                      | Santiago de Chile    | Medalla de plata     |                      |
| Campeonato Panamericano                   |                      |                      |                      |
| Año                                       | Lugar                | Medalla              |                      |
| 2016                                      | Argentina            | Medalla de oro       |                      |
| Campeonato Sudamericano y Centroamericano |                      |                      |                      |
| Año                                       | Lugar                | Medalla              |                      |
| 2020                                      | Brasil               | Medalla de plata     |                      |
| 2024                                      | Buenos Aires         | Medalla de oro       |                      |

### FC Barcelona
- Liga Asobal (4): 2021, 2022, 2023, 2024
- Supercopa de España de Balonmano (2): 2021, 2022
- Copa del Rey de Balonmano (4): 2021, 2022, 2023, 2024
- Copa Asobal (4): 2021, 2022, 2023, 2024
- Liga de Campeones de la EHF (3): 2021, 2022, 2024
- Supercopa Ibérica (2): 2022, 2023